# Isuzu Giga
Isuzu Giga / Isuzu C-Серии / Isuzu E-Серии (Comfort/Economic) — cемейство крупнотоннажных грузовых автомобилей, серийно выпускаемых японской компанией Isuzu с 1994 года.

## Первое поколение
В 1994 году на смену модели Isuzu 810 пришла модель Isuzu Giga первого поколения. В сравнении с предшественником, модель получила новые кабину и оснащения.
В 2007 году Isuzu Giga модернизировали, изменив внешний вид, в частности, решётку радиатора. В 2010 году модель получила новые фары, бамперы и решётку радиатора. Дополнительный стальной бампер защищает поддон картера и навесные агрегаты. Двигатели соответствуют стандарту Евро-5.

## Второе поколение
В конце 2015 года на Токийском автосалоне представлено второе поколение Isuzu Giga с полностью новой кабиной.
Новые грузовики предлагаются в виде седельных тягачей с колёсной формулой 4*2, 6*2, 6*4, шасси под различное оборудование 8*4 и фургоны 4*2. Семейство Giga получило двигатели Isuzu объёмом 9,8 л 6U и 15,6 л 6W, мощностью от 350 до 520 л. с. Причём первыми двигателями комплектуются автомобили с колёсной формулой 4*2 и 8*4, а седельные тягачи оснащаются двигателем объёмом более 15,6 л.
Все грузовые автомобили оснащены трансмиссией ZF Ecosplit4 новой генерации с 16 передачами для тягачей и 8 передачами для шасси.

## Модельный ряд

### Comfort
- CVR (4*2).
- FRR (4*2).
- FTR (4*2).
- FVR (4*2).
- FVM (6*2).
- CXM (6*2).
- CYM (6*2), полная масса транспортного средства: более 20 тонн.
- CYL (6*2), полная масса транспортного средства: 20 тонн.
- CXG (6*2 с 2 передними осями), полная масса транспортного средства: 20 тонн.
- CXE (6*2 с 2 передними осями).
- CYG (6*2 с 2 передними осями), полная масса транспортного средства: 20 тонн.
- CYE (6*2 с 2 передними осями), полная масса транспортного средства: 20 тонн.
- CXZ (6*4).
- FVZ (6*4).
- CYZ (6*4), полная масса транспортного средства: 20 тонн.
- CYY (6*4), полная масса транспортного средства: 20 тонн.
- CVZ (низкорамный 6*4), полная масса транспортного средства: 18 тонн.
- CXZ-J (низкорамный 6*4).
- CYZ-J (низкорамный 6*4), полная масса транспортного средства: 20 тонн.
- CYY-J (низкорамный 6*4), полная масса транспортного средства: 20 тонн.
- CXH (низкорамный 8*4).
- CYH (низкорамный 8*4), полная масса транспортного средства: 20 тонн.
- CYJ (низкорамный 8*4), полная масса транспортного средства: 20 тонн.

### Economic
- Isuzu EXR (4*2).
- Isuzu EXD (4*2).
- Isuzu FVR TH (4*2).
- Isuzu FVM TH (6*2).
- Isuzu FVZ TH (6*4).
- Isuzu EXZ (6*4).
- Isuzu EXY (6*4).

### Двигатели
- Isuzu 6UZ1 объёмом 9839 см3 Р6, мощностью 325/330/380/400 л. с.
- Isuzu 6WA1 объёмом 12068 см3 Р6.
- Isuzu 6WF1 объёмом 14256 см3 Р6, мощностью 370/385 л. с.
- Isuzu 6WG1 объёмом 15681 см3 Р6 425/453/520/530 л. с.
- Isuzu 8PE1 объёмом 15000 см3 Р8.
- Isuzu 10PE1 объёмом 19001 см3 V10, мощностью 360 л. с.
- Isuzu 12PE1 объёмом 22801 см3 V12.
- Isuzu 8TD1 объёмом 24312 см3 Р8, мощностью 410/450/480 л. с.
- Isuzu 10TD1 объёмом 30390 см3 V10, мощностью 600 л. с. (самый мощный грузовик Японии).